# タミル・イーラム人民解放機構
タミル・イーラム人民解放機構 (People's Liberation Organisation of Tamil Eelam、PLOTE) はタミル人の過激派武装組織で、現在では政府寄りの準軍事組織になっている。PLOTEの政治部門は民主人民解放戦線 (Democratic People's Liberation Front、DPLF) である。 

## 起源
1977年から1980年までタミル・イーラム解放のトラ (LTTE) 議長を務めた元測量技士、ウマ・マヘスワラン (別名：ムクンダン) が1980年に設立し、自ら書記長に就任した。真偽不明であるが、マヘスワランはまずレバノンで訓練を受け、後にシリアでパレスチナの過激派武装組織、パレスチナ解放人民戦線 (PFLP) で訓練を受けたという。その後LTTEに参加したが、創設者ヴェルピライ・プラバカランと激しく対立して1980年にLTTEを抜けたという。

## 国際協力
PLOTEは国際的な協力体制の構築を積極的に進め、ジョージ・ハバシュ率いるパレスチナ解放人民戦線 (PFLP) の他、チュニジア共産党やアルジェリアの民主社会運動および共産党、トルコのパレスチナ連帯機構、アフリカ民族会議、エルサルバドルのファラブンド・マルティ民族解放戦線やニカラグアのサンディニスタ民族解放戦線、モーリシャスのモーリシャス闘争運動、そしてキューバ共産党と関係を築いたという。

### 1988年モルディブクーデター
1988年、モルディブ出身でスリランカ在住の実業家アブドゥル・ルトゥフィが、マウムーン・アブドル・ガユーム政権の転覆を目論んでPLOTEの兵士を雇い入れ、クーデターを起こしたが、インドの介入により鎮圧された。 
この際、PLOTEは少なくとも100万ドル、推計によっては1,000万ドルにも達する資金を提供されたという。当局者によれば、PLOTEがクーデターに参加したことで得たのはこの資金に留まらない可能性があるという。PLOTEは、武器輸送基地としてモルディブの小島を提供されたとも言われており、PLOTEの元代表部員はニューデリーでのインタビューに対し、PLOTEに島の提供を提案したのは初めは元国防相ラリト・アトラトムダリで、後にはスリランカ首相からも提案されたと主張している。 

## LTTEとの抗争
1982年5月19日午後9時45分頃、チェンナイのポンディ・バザールでLTTEとPLOTEのメンバーの間に銃撃戦が発生した。リボルバーで武装したLTTEのヴェルピライ・プラバカランとラグァヴァン (別名：シヴァクマー) がPLOTEのジョセスワランとウマ・マヘスワランに発砲したもので、1970年代中盤にともにLTTEメンバだったプラバカランとマヘスワランの遺恨によるものと考えられている。銃撃でジョセスワランは左右の両腿に銃弾に受けて負傷した。マヘスワランも撃たれたが無傷で逃走した。プラバカランとラグァヴァンは逮捕・拘留された。両名ともスリランカ政府から犯罪者として50万ルピーの懸賞金がかけられていた。 
一方のマヘスワランも1982年5月25日にインド・タミルナードゥ州のグミディプーンディ駅近くで逮捕された。マヘスワランは逮捕の際にリボルバーを発砲して抵抗し、他にもインド軍法における嫌疑で逮捕された。 
これに先立つ1982年5月23日には、マヘスワランの共犯者シヴァネスワラン (別名：ニランジャン) もチェンナイのサイダペットで拳銃の無許可所持で逮捕され、拳銃は没収された。彼らは全員1982年8月5日まで拘束された後、裁判所の条件付保釈命令により釈放された。プラバカランを含むLTTE幹部はチェンナイのマイラポールに居を構え、PLOTEはチェンナイのサイダペットに滞在していた。 

## 組織の終焉
その後、PLOTEはLTTEと抗争を繰り返したことで勢力を失っていき、1989年7月16日にはウマ・マヘスワランがコロンボで暗殺された。PLOTEの分派が犯行声明を出したが、インドの情報機関である研究分析局 (RAW) の関与が疑われている。 

## 現状
現在はダルマリンガム・シッダータンがリーダーを務め、スリランカ陸軍に協力してLTTEシンパに対抗すると表明している親政府組織となっている。伝えられるところによれば、スリランカ北部および東部に約1,500人の幹部がいるという。 

### 準軍事活動
メンバーの一部は、スリランカ陸軍に協力してLTTEへの軍事活動に参加する民兵として活動しているが、中には政敵を殺害した容疑で告発されているものもいる。民兵のリーダーを務めた元PLOTEメンバー、マニカ・ダサンは、バブニャの町でLTTEのクレイモア爆弾による攻撃を受けて殺害された。
バッティカロア地区の民兵リーダー、プローテ・モハンも2004年にコロンボでLTTEに暗殺された。

## 参照資料
1. ↑  Times. “Coup Attempt in Maldives Laid to Tamil Force”. nytimes.com. 2018年4月8日閲覧。
2. ↑  “Today English Newspaper Update Headlines India- The Sunday Indian Online Magazine - - The Sunday Indian”. www.thesundayindian.com. 2018年4月8日閲覧。
3. ↑  “Asia Times: SRI LANKA: THE UNTOLD STORY Chapter 36: Indians rule the roost”. www.atimes.com. 2018年4月8日閲覧。
4. ↑  "Paramilitary Politics, Pulitzer Center on Crisis Reporting “Archived copy”. 2009年4月16日時点のオリジナルよりアーカイブ。2009年5月5日閲覧。
5. ↑  “Archived copy”. 2006年5月18日時点のオリジナルよりアーカイブ。2006年9月13日閲覧。